# Montanhas (Rio Grande do Norte)
Montanhas é um município no estado do Rio Grande do Norte, no Brasil.

## História
Em 4 de dezembro de 1754, o padre José Vieira Afonso recebeu uma sesmaria na Lagoa das Queimadas, às margens do Rio Curimataú, iniciando a povoação da área. O nome Queimada referia-se à queima inicial dos aceiros para a fundação de plantios. A Lagoa de Queimadas mudou de nome no século XIX, passando a se chamar Montanhas, numa referência direta à sua localização. A Lagoa de Montanhas sempre teve um clima agradável e ameno, a ponto de ser considerada a Suíça do Agreste.
A povoação de Lagoa de Montanhas alcançou progresso a partir da fertilidade de suas terras, que sempre garantiu grande produção de cereais. A chegada da estrada de ferro, interligando a região à capital do Estado, no ano de 1882, foi um acontecimento que veio garantir o crescimento do povoado. Lagoa de Montanhas foi considerado distrito do município de Pedro Velho, em outubro de 1938. No dia 8 de janeiro de 1962, de acordo com a Lei nº 2.727, o distrito foi desmembrado de Pedro Velho e se tornou município. Mas somente em 20 de julho de 1963, o município passou a se chamar definitivamente Montanhas.

## Geografia
Na atual divisão territorial do Brasil feita pelo Instituto Brasileiro de Geografia e Estatística (IBGE), vigente a partir de 2017, Montanhas pertence à região geográfica imediata de Canguaretama e à região geográfica intermediária de Natal. Antes, na divisão em mesorregiões e microrregiões que vigorava desde 1989, fazia parte da microrregião do Litoral Sul, que fazia parte da mesorregião do Leste Potiguar. Montanhas cobre uma área de 82,214 km², equivalente a 0,1557% da superfície estadual, dos quais 2,363 km² constituem a área urbana. Está a 96 km de Natal e a 2 353 km de Brasília, as capitais estadual e federal, respectivamente. Limita-se com Pedro Velho a norte e a leste, Nova Cruz a oeste e Jacaraú, na Paraíba, a sul.
O relevo de Montanhas está incluído na depressão sublitorânea, uma área de transição entre os tabuleiros costeiros e o Planalto da Borborema, apresentando altitudes abaixo de cem metros. As áreas de menor altitude se caracterizam pela existência de rochas granito-gnáissicas do embasamento cristalino, além de sedimentos de anfibolito, migmatito e xistos, formados há cerca de 1,1 bilhão de anos, durante a idade Pré-Cambriana média. Por outro lado, nas áreas de maior altitude estão as rochas do Grupo Barreiras, cujo intemperismo deu origem às coberturas colúvio-eluviais ou paleocascalheiras, originárias do período Quaternário, formadas principalmente de areia e cascalho.
Os solos de Montanhas, em sua maior parte, são arenosos, profundos e bastante drenados, porém pobres em nutrientes e, portanto, pouco férteis, caracterizando as areias quartzosas ou neossolos, altamente permeáveis e lixiviados. Na porção sudoeste existem os solos podzólicos vermelho-amarelo equivalentes eutróficos (chamados de luvissolos na nova classificação), mais férteis que os neossolos, mas menos profundos e menos drenados. Na parte oeste do município existem os planossolos, mais argilosos, razoavelmente profundos, menos permeáveis e mal drenados. Totalmente inserido na bacia hidrográfica do rio Curimataú, Montanhas se situa em uma área de transição entre os biomas da caatinga e da Mata Atlântica, estando 92% da área do município no primeiro e os 8% restantes no segundo.
O clima é tropical Aw, com chuvas concentradas entre março e julho. Segundo dados da Empresa de Pesquisa Agropecuária do Rio Grande do Norte (EMPARN), desde abril de 2004 o maior acumulado de chuva em 24 horas registrado em Montanhas alcançou 180 mm em 13 de junho de 2007. Outros acumulados iguais ou superiores a 100 mm foram: 125,3 mm em 18 de junho de 2007, 110,3 mm em 31 de janeiro de 2014, 107 mm em 13 de abril de 2011, 106 mm em 6 de julho de 2020 e 104 mm em 30 de abril de 2017. Junho de 2007 é o mês mais chuvoso da série histórica, com 506,1 mm.
| Dados climatológicos para Montanhas (2004-2020) | Dados climatológicos para Montanhas (2004-2020) | Dados climatológicos para Montanhas (2004-2020) | Dados climatológicos para Montanhas (2004-2020) | Dados climatológicos para Montanhas (2004-2020) | Dados climatológicos para Montanhas (2004-2020) | Dados climatológicos para Montanhas (2004-2020) | Dados climatológicos para Montanhas (2004-2020) | Dados climatológicos para Montanhas (2004-2020) | Dados climatológicos para Montanhas (2004-2020) | Dados climatológicos para Montanhas (2004-2020) | Dados climatológicos para Montanhas (2004-2020) | Dados climatológicos para Montanhas (2004-2020) | Dados climatológicos para Montanhas (2004-2020) |
| Mês                                             | Jan                                             | Fev                                             | Mar                                             | Abr                                             | Mai                                             | Jun                                             | Jul                                             | Ago                                             | Set                                             | Out                                             | Nov                                             | Dez                                             | Ano                                             |
| ----------------------------------------------- | ----------------------------------------------- | ----------------------------------------------- | ----------------------------------------------- | ----------------------------------------------- | ----------------------------------------------- | ----------------------------------------------- | ----------------------------------------------- | ----------------------------------------------- | ----------------------------------------------- | ----------------------------------------------- | ----------------------------------------------- | ----------------------------------------------- | ----------------------------------------------- |
| Precipitação (mm)                               | 71                                              | 72,9                                            | 119,7                                           | 128,8                                           | 138,6                                           | 177,6                                           | 119,6                                           | 60,6                                            | 36,5                                            | 11,3                                            | 12,2                                            | 18,7                                            | 967,5                                           |

## Demografia
No último censo demográfico, realizado em 2010, a população de Montanhas era de 11 413 habitantes, ocupando a 52ª posição no estado e a 2 693ª no Brasil, com uma densidade demográfica de 138,82 hab/km², a nona maior do Rio Grande do Norte, e 77,72% vivendo na zona urbana. Com 50,36% dos residentes do sexo feminino e 49,64% do sexo masculino, a razão de sexo era de 98,56 homens por cem mulheres. Quanto à faixa etária, 61,02% tinham entre 15 e 64 anos, 29,26% menos de quinze anos e 9,73% 65 anos ou mais.
Na pesquisa de autodeclaração do censo, 55,89% dos moradores eram pardos, 38,45% brancos, 4,6% pretos, 1,04% amarelos e 0,03% indígenas. Todos os habitantes eram brasileiros natos, dos quais 65,04% naturais do município (dos 88,42% nascidos no estado). Dentre os naturais de outras unidades da federação, os estados com o maior percentual de residentes eram a Paraíba (7,18%), o Rio de Janeiro (1,84%) e São Paulo (0,97%), havendo também nascidos em outros onze estados e no Distrito Federal.

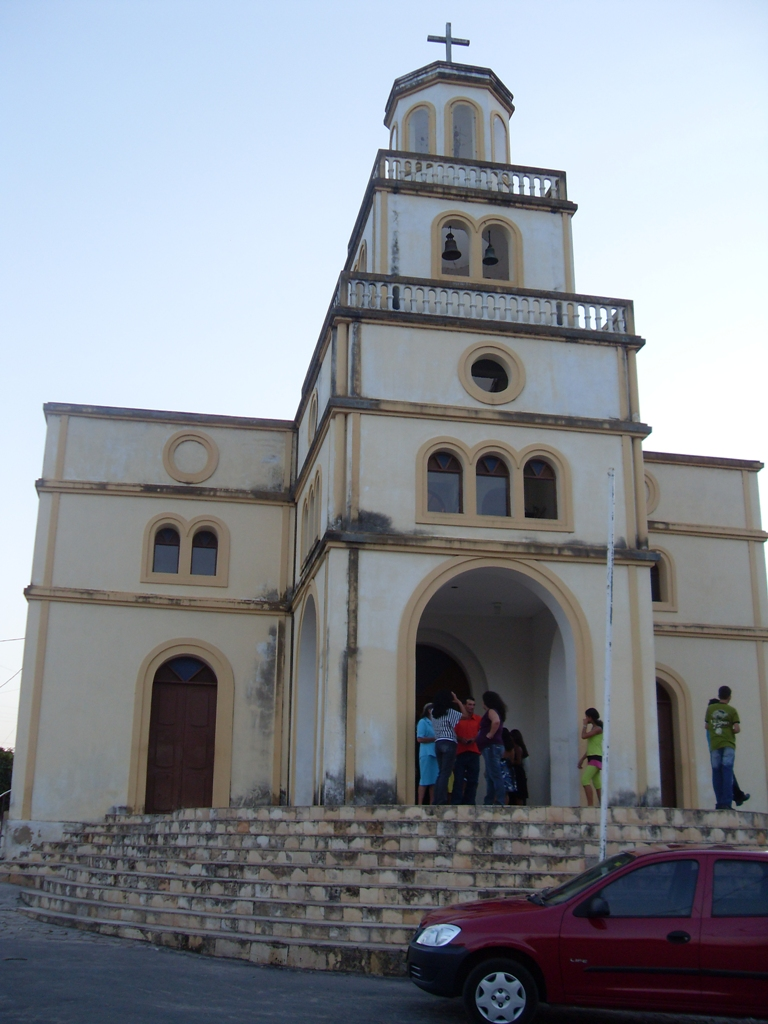
Igreja Matriz de São João Batista (2010), na época da Paróquia de Pedro Velho

Ainda segundo o mesmo censo, 82,35% dos residentes eram católicos apostólicos romanos, 9,54% declararam não seguir nenhuma religião e 7,04% eram evangélicos; 0,28% não sabiam sua preferência religiosa e outras denominações somavam 0,79%. Na Igreja Católica, o padroeiro de Montanhas é São João Batista, cuja paróquia foi criada em 29 de agosto de 2014. Dentre os credos protestantes ou reformados existentes no município, estão: Assembleia de Deus, Congregação Cristã, Deus é Amor, Igreja Batista, Igreja Maranata e Igreja Universal do Reino de Deus.
O Índice de Desenvolvimento Humano (IDH-M) do município é considerado baixo, de acordo com dados do Programa das Nações Unidas para o Desenvolvimento (PNUD). Segundo dados do relatório de 2010, divulgados em 2013, seu valor era 0,557, estando na 161ª posição a nível estadual (de 167 municípios) e na 5 098ª colocação a nível nacional (dentre 5 570). Considerando-se apenas o índice de longevidade, seu valor é 0,700, o valor do índice de renda é 0,553 e o de educação 0,447. No mesmo ano, 53,86% da população viviam acima da linha de pobreza, 27,92% abaixo da linha de indigência e 18,22% entre as linhas de indigência e de pobreza. No mesmo ano, os 20% mais ricos detinham 56,26% do rendimento total municipal, enquanto os 20% mais pobres apenas 1,99%, sendo o índice de Gini, que mede a desigualdade social, igual a 0,547.

## Política e administração
A administração municipal se dá por dois poderes, o executivo e legislativo, independentes entre si. O primeiro é exercido pelo prefeito, auxiliado pelo seu gabinete de secretários, e o segundo pela câmara municipal, constituída por nove vereadores. Dentre as atribuições do legislativo estão a elaboração e a votação de leis fundamentais à administração e ao executivo, especialmente a lei de diretrizes orçamentárias. Tanto o prefeito quanto os vereadores são todos eleitos pelo voto direto para mandatos de quatro anos. A lei orgânica de Montanhas, que rege o município, foi promulgada em 1990.
Existem também alguns conselhos municipais em atividade, sendo alguns deles: Alimentação Escolar, Assistência Social, Cultura, Desenvolvimento Rural, Direitos da Criança e do Adolescente, Educação, FUNDEB, Habitação, Meio Ambiente, Saúde e Tutelar. Montanhas é termo judiciário da comarca de Nova Cruz, de entrância intermediária, e pertence à décima-segunda zona eleitoral do Rio Grande do Norte, possuindo, em dezembro de 2020, 8 559 eleitores, de acordo com o Tribunal Superior Eleitoral (TSE), equivalente a 0,351% do eleitorado potiguar.

### Prefeitos
- 1962–1962 — Fase de emancipação política
- 1963–1964 — José Galvão Tavares "Zé Galvão"
- 1965–1970 — Cícero Firmino de Lima
- 1971–1971 — Manuel Ferreira de Farias "Neco Ferreira" (Renunciou em março de 1971, após três meses de mandato)
- 1971–1972 — José Inácio Coutinho (Assumiu após a renúncia do Prefeito Manuel Ferreira de Farias)
- 1973–1974 — João Soares de Melo
- 1975–1978 — Cícero Firmino de Lima
- 1979–1982 — João Soares de Melo
- 1983–1988 — José Firmino de Lima e Silva
- 1989–1992 — José Balduino Bispo "Dedé Balduino"
- 1993–1996 — Otêmia Maria de Lima e Silva
- 1997–2000 — José Balduino Bispo "Dedé Balduino"
- 2001–2004 — Otêmia Maria de Lima e Silva
- 2005–2008 — Otêmia Maria de Lima e Silva
- 2009–2012 — Maria Eliete Coutinho Bispo "Letinha"
- 2013–2016 — Algacir Antônio de Lima Januário